# دون فریزر
دون فریزر (به انگلیسی: Dawn Fraser) ورزشکار زن رشتهٔ شنا اهل کشور استرالیا است. وی در بین سال‌های ‎۱۹۵۶ تا ۱۹۶۴ میلادی در مسابقات بازی‌های المپیک تابستانی در مجموع ۸ مدال، شامل ۴ مدال طلا و ۴ نقره را کسب کرد.